# منابع زندگانی کوروش بزرگ
مهم‌ترین منابع کلاسیک برای زندگانی کوروش، هرودوت، گزنفون و کتزیاس است. مهم‌ترین منابع شرقی، رویدادنامه معروف نبونئید، شاه کلدانی است که از کوروش شکست خورد و گزارش خود کوروش، استوانه کوروش است.
از میان منابع کهن، نوشته‌های هرودوت تا حدودی قابل اعتماد است و پژوهش‌های نوین باستان‌شناسی هم در پاره‌ای از موارد، گفته‌های او را تأیید می‌کنند. اما نوشته‌های کتزیاس جنبهٔ داستان‌سرایی و تفریح‌انگیز دارند و تقریباً در تمامی مواردی که هرودوت و کتزیاس دربارهٔ واقعهٔ یکسانی صحبت کرده‌اند، گفته‌های آنان بسیار با هم اختلاف دارند و در مواردی که بتوان این اختلاف‌ها را از روی منابع دیگر بررسی کرد، گفته‌های کتزیاس نادرست است. کتزیاس ادعا می‌کند که از سالنامه‌های رسمی ایرانی و مشاهدات شخصی‌اش به عنوان پزشک دربار در نوشتن کتابش استفاده کرده‌است ولی بررسی‌های بیشتر نشان داده که وی حتی به زبان‌های شرقی آشنا هم نبوده‌است. اگر کتزیاس از سالنامه‌های رسمی استفاده می‌کرد، ممکن نبود آنچه را که نمی‌داند نداند ولی در عوض چیزهایی را «می‌داند» که وجود آنها در سالنامه‌های رسمی، محال محض است. با این حال، نمی‌توانیم تماماً از نوشته‌های کتزیاس صرف‌نظر کنیم؛ زیرا وی زمان درازی را در ایران هخامنشی بسر برد و با هخامنشیان رابطه داشت و روایات زیادی را شنیده‌است و گاهی در بین مطالب بی‌ارزشی که نقل می‌کند، یک نام یا روایتی یافت می‌شود که محال است خود او جعل کرده باشد.
گزنفون در شرح احوال کوروش، کتابی به نام کورش‌نامه نوشته که نتیجهٔ تخلیات وی است و حالتی داستانی دارد. کوروش‌نامه رمانی سیاسی دربارهٔ پرورش جوانان و آموزش فرمانروایی آرمانی برای فرمان‌رانی و پیشبرد یک سرزمین با خودکامگی خردمندانه در برابر بندگانی فرمانبردار و ستایشگر است. کورش‌نامه نمودار بارزی از گرایش گزنفون به اندرزگویی بوده و نظرها و عقاید سلطنت‌خواهی وی را نشان می‌دهد. این کتاب در زمرهٔ رمان‌های تاریخی و اخلاقی محسوب می‌شود با این وجود، نمی‌توان نوشته‌های آن را در بررسی تاریخی کنار نهاد زیرا کلیات و ترتیب وقایع با دیگر منابع تاریخی همخوانی دارد.

## منبع‌های هخامنشی
برخی از منابع هخامنشی که در آن‌ها نام کورش آمده است به شرح زیر هستند:
- استوانهٔ کورش (به زبان بابلی)[۷]
- سنگ‌نبشته‌های ورودی کاخ P و ورودی کاخ S در پاسارگاد (به پارسی باستان)[۷]
- بر نقش‌برجستهٔ کورش شاه در کاخ P پاسارگاد (به پارسی باستان)[۷]
- در بالای نقش‌برجستهٔ کورش شاه در «دروازهٔ R» پاسارگاد (به پارسی باستان)[۷]

## منبع‌های یونانی
در میان منابع کهن یونانی موجود که دربارهٔ کوروش هخامنشی سخن گفته‌اند، مهم‌ترین آن‌ها هرودوت، کتزیاس و گزنفون هستند. از این میان، هرودوت بیش از یک سده و کتزیاس و گزنفون - که هم‌عصر یکدیگرند - کمتر از ۲ سده با روزگار شهریار هخامنشی فاصله داشته‌اند. بی‌شک، این نویسندگان یونانی براساس سنت تاریخ‌نگاری یونانی و بر پایهٔ احتیاجات روحی و روانی قوم و ملت خود و برحسب ذات، تربیت و خواست خویش، تاریخ ایرانیان و کورش هخامنشی را می‌نگاشتند. با این همه، روایات یونانی به هرحال و لامحاله، بر پایهٔ گزارش‌های ایرانیان شکل‌گرفته و سپس در محیط فرهنگی یونان، ریخت نهایی خود را یافته‌است. در طی قرن‌ها، روایات دینی و پهلوانی شرق فلات ایران فرصت یافته بود تا با روایت‌های پادشاهی و بومی طوایف مرکز و غرب فلات ایران برخورد کند و به‌تدریج، با تلفیق و دگرگونی عناصر اساطیری، دورهٔ تحول اسطوره‌های ایرانی آغاز شود، تا بار از طریق ایجاد ساختی استوار از تاریخ ایرانیان، زمینهٔ ایجاد حماسه ملی ایران فراهم گردد. بدین سبب، در این روزگاران، ترکیب و ادغام عناصر تاریخی و اسطوره‌ای در یکدیگر، فرهنگ ایرانی را در مسیری تازه قرار داده بود.
از میان ۳ مورخ یونانی یادشده، هرودوت که حدود سال ۴۸۰ پیش از میلاد در هالیکارناسوس، در غرب آسیای صغیر، زاده شد. در واقع شهروند و تابع دولت هخامنشی محسوب می‌شد، در طی سفرهایی که شاید میان سال‌های ۴۴۰ تا ۴۳۰ پیش از میلاد (در روزگار اردشیر یکم هخامنشی) انجام داد، از سرزمین‌های تحت فرمان هخامنشیان، چون مصر و بابل، دیدار کرد و در آتن نیز ظاهراً با یک اشراف‌زادهٔ مهاجر ایرانی، به نام زوپیر (زوپوروس) آشنایی یافت (کتاب سوم، بند ۱۶۰). وی در جاهای دیگر از تواریخ خود نیز به راویان ایرانی اشاره‌هایی می‌کند. (برای نمونه ن. ک: کتاب یکم، بند ۹۵) کتزیاس کنیدسی به گزارش دیودر سیسیلی، مدت هفده سال در دربار اردشیر دوم هخامنشی می‌زیسته و از این‌رو، ظاهراً فرصت کافی برای شنیدن اخبار و گردآوری اطلاعات در باب تاریخ ایرانیان و بنیان‌گذار سلسلهٔ هخامنشی داشته‌است. گزنفون نیز نه‌تنها در ایران حضور یافته، بلکه با برخی ایرانیان دوستی و با بعضی بزرگان ایشان، از جمله کورش جوان (برادر اردشیر دوم) آشنایی کامل داشته‌است.
نکتهٔ جالب آنکه روایات هرودوت، کتزیاس و گزنفون با یکدیگر متفاوت و گاه متناقض است. از آنجا که این ۳ تن ناگزیر روایات خود را از ایرانیان شینده‌اند، می‌توان پذیرفت که روزگاری بیش از یک سده پس از مرگ کوروش، دربارهٔ سرگذشت او داستان‌ها و افسانه‌های فراوان در نزد ایرانیان پرداخته و منتشر شده بود. این نکته به صراحت نیز در کلام هرودوت آمده است. وی در کتاب یکم (بند ۹۵) می‌گوید به‌جز گزارشی که نقل می‌کند، ۳ روایت دیگر در باب زندگی کوروش وجود داشته‌است.
روایت گزنفون دربارهٔ کورش در کتاب مشهور او، کوروپدیا (سیرت کورش) نقل شده‌است. با اینکه بیشتر محققان، کوروپدیا را گزارشی معتبر از زندگی کوروش نمی‌دانند، بسیاری از پژوهشگران تأکید کرده‌اند که بی‌شک، گزنفون، کوروش نوهٔ آستیاگ، پادشاه ماد دانسته شده که با یاری رساندن به خال خود، کیاکسار و ازدواج با دختر او، زمام امور مملکتی را به دست می‌گیرد. روایت مرگ کوروش نیز در گزارش گزنفون با بیشتر روایت‌های یونانی متفاوت است، زیرا بر اساس کوروپدیا (کتاب هشتم، فصل ۷، بند ۴ به بعد) شهریار پارسی، نه در میدان کارزار، که در بستر خود درگذشت. به‌علاوه روایت گزنفون در مجموع، با داستان کیخسرو شباهت‌های قابل ملاحظه دارد که برخی محققان بدان توجه کرده‌اند. بر این اساس، استبعادی ندارد اگر بپذیریم گزنفون نزدیک به ۲ سده پس از مرگ کوروش، داستان‌های اختلاط‌یافتهٔ کیخسرو و کوروش را از زبان ایرانیان دوستدار شهریار ایرانی شنیده باشد.
روایت کتزیاس در باب کورش غیر مستقیم به دست ما رسیده است. تحریر کوتاهی از این گزارش را فتیوس و تحریر مفصل‌تری را نیکلائوس دمشقی آورده‌اند. در این داستان، کوروش فرزند راهزنی است از طایفه «مَردها» که مادرش نیز به شبانی و بزچرانی مشغول است. کورش در ابتدا به‌عنوان رفتگر بیرون کاخ شاهی مادها آغاز به کار می‌کند. اما رفته‌رفته به شغل‌های مهم‌تری گمارده می‌شود، تا اینکه سرانجام، با طرح توطئه‌ای، بر ضد شاه مادی می‌شورد و او را سرنگون و اکباتانا (همدان) را فتح می‌کند. اصرار روایت کتسیاس بر خوار شمردن کوروش و خاندان او، سبب شده‌است که برخی از پژوهشگران این پرسش را طرح کنند که آیا در دربار هخامنشیان، در روزگار اردشیر دوم، سنت یا جریانی مبنی بر دشمنی با کوروش و شاخهٔ کوروشی وجود داشته‌است؟ رولند کنت و ریچارد فرای تلاش کرده‌اند نشان دهند که این روایت در دربار اردشیر دوم و به‌سبب دشمنی با بردارش، کوروش جوان، شکل گرفته‌است؛ زیرا کوروش جوان، کوروش بزرگ هخامنشی را سرمشق خود می‌شمرد و به‌طور کلی نام کوروش در دربار اردشیر ناخوشایند به‌شمار می‌رفت. با اینکه این استدلال را تمامی اهل تحقیق نپذیرفته‌اند، شاید بتوان شاهدی برای آن یافت: دو لوح زرین که در همدان یافت شده و به نام اریامنه و ارشامه، نیای بزرگ و پدربزرگ داریوش بزرگ نوشته شده‌اند؛ چنان‌که محققان نشان داده‌اند، در این الواح خطاهای دستوری وجود دارد و زبان پراشتباه به کار رفته در آن‌ها مانند کتبیبه‌های متأخر هخامنشی است، یعنی زمانی که کاتبان دیگر نمی‌توانستند متن‌های درست به‌خط میخی باستانی فارسی باستان تحریر کنند. از این رو، به نظر می‌رسد این دو لوح اصالت نداشته باشند. به نظر می‌رسد متن این لوح‌ها نشان از ساختگی بودن آنهاست. در هر دو لوح، اریامنه و ارشامه «شاه بزرگ و شاه شاهان» خوانده شده‌اند، که بر پایهٔ آگاهی‌های موجود چنین القابی دربارهٔ این دو نمی‌توانسته است به کار رود.
به این ترتیب، اردشیر دوم ظاهراً برنامه‌ای را در جهت بزرگداشت شاخهٔ داریوشی و در نتیجه، برای تحقیر و تخفیف شاخهٔ کوروشی هخامنشیان سازماندهی کرده بوده و گزارش کتزیاس دربارهٔ سرگذشت کوروش نیز بخشی از این برنامه بوده‌است؛ هر چند که نمی‌دانیم آیا کتزیاس با آگاهی این روایت را تدوین نموده یا تنها شنیده‌های خویش در دربار اردشیر دوم را نقل کرده‌است.
گزارش هرودوت در مقایسه با روایت‌های کتزیاس و گزنفون در میانهٔ آن‌ها جای می‌گیرد: هرودوت نه تلاشی برای خوار شمردن کوروش می‌کند و نه به پیروی کامل از هواخواهان وی می‌پردازد. در آنچه به کوچک نشمردن کورش و حتی بزرگداشت او مربوط می‌شود، این روایت کتاب سوم هرودوت (بند ۱۶۰) که می‌نویسد: «تا روزگار داریوش - و البته در زمان داریوش - هیچ فرد پارسی به خود اجازه نمی‌داد که خویشتن را با کوروش قیاس کند» و نیز این اشارهٔ جالب توجه او، باز در کتاب سوم (یند ۸۹) که می‌گوید: «پارسیان کوروش را به سبب ملایمت طبع و کوشش برای فراهم آوردن آسایش ایشان، «پدر» می‌نامیدند»، قابل تأمل است. همچنین در تأیید این نکته که هرودوت کاملاً تحت تأثیر دوستداران کوروش نبوده‌است، اشارهٔ «پدر یونانی تاریخ» در کتاب یکم (یند ۹۵) که تأکید می‌ورزد که هدف‌شان ستایش و مبالغه از شهریار هخامنشی نبوده‌است، کافی به نظر می‌رسد.
این مدت نشان می‌دهد که در روزگاران پس از مرگ بنیانگذار شاهنشاهی هخامنشی، جاذبه‌ها و دافعه‌های شخصیت او، مانند مردان بزرگ تاریخ، سرگذشت او را نزد ایرانیان در هاله‌ای از ابهام روایات گوناگون و متناقض فرو برده بود. به نظر می‌رسد، می‌توان گزارش‌های ایرانی دربارهٔ کوروش را به ۳ دسته تقسیم کرد: روایت دوستداران، روایت مخالفان، روایت میانه‌روها.
از میان ۳ مورخ مشهور یونانی، گزنفون به تبعیت از کوروش جوان، روایت دوستداران کوروش بزرگ را گزارش کرد؛ کتزیاس به پیروی از فضای حاکم بر دربار اردشیر دوم، روایت مخالفان کوروش را نقل نمود؛ و هرودوت تحت تأثیر طبع معتدل و شخصیت معقول داریوش - که تا روزگار اردشیر یکم هخامنشی نیز تداوم یافت - روایت اعتدالیون و میانه‌روها را دربارهٔ کوروش در بیان آورد.
اصولاً مورخین معاصر، معتقند که هرودوت همواره مسائل مهم تاریخی را با افسانه پردازی آمیخته است. هرودوت، دوران کودکی و رشد کوروش را بر اساس افسانه‌های عامیانه و غیرواقعی نقل می‌کند. دربارهٔ زندگی کوروش هر سه روایت که به گفته خود او از مطلعین پارسی که خواسته‌اند صرفاً حقیقت را بیان کنند، و نیز روایاتی که از ژوستین و نیکلای دمشقی به نقل از کتزیاس ارائه می‌دهد، بی تردید زاییده مقاصد سیاسی و تبلیغاتی است.

### هرودوت و گزنفون
کوروش نامه (آموزش کوروش) گزنفون، از کوروش زندگی‌نامه با پیش‌زمینه بنیانگذار امپراطوری می‌سازد؛ ولی هرودوت (۵۵۳–۵۳۸ پ. م)، فقط یک کتاب از ۹ کتابش را به جنگ دهه‌های بعدتر میان پارس‌ها و یونانیان (۴۹۲–۴۷۹ پ. م) اختصاص می‌دهد. هرودوت، صفاتی کاملاً منفی به کوروش نسبت می‌دهد و این صفات، گاه جتی جنبه غالب به خود می‌گیرند،
گرچه تصویر سنتی، جنبه‌های مثبت شاه را مخدوش نمی‌سازد و بر آن اثری ندارند. کوروش نیز گاه ممکن بوده سختگیر و بی‌مدارا، تندخو و آتشین‌مزاج شود. عاقبت کار او نیز، تصویری از اندیشه هرودوت دربارهٔ فرمانراویی توسعه‌طلب است که وقتی از حد خود فراتر رفته، قادر به تحقق اهداف خود نگشته است. منتهی هرودوت، به رغم احتیاط‌های خود نسبت به برخی سنت‌های شفاهی دربارهٔ کوروش (مثل آنهایی که منشأ ایرانی دارند)، نتوانسته دربارهٔ جذابیت شخصیت پادشاه پارس، مقاومت کند. دربارهٔ گزنفون و کتاب او، «سیرت کوروش» (یا کوروش‌نامه) باید گفت که سرشت تخیلی و تصور کتاب او تا مدت‌ها، مورد قبول خاورشناس‌ها بوده‌است؛ اما این کتاب، امروزه در شمار آثار ویژه ادبی طبقه‌بندی شده‌است. این کتاب، گرچه بازتاب مشاهدات شخصی گزنفون در مقام نویسنده (سرباز و شاهد عینی سبک زندگانی پارسی‌ها) است، و گرچه ممکن بوده بعضی اطلاعات دربارهٔ پارسی‌ها را در میان خوانندگان خود بدیهی فرض کرده باشد، اما هرگونه سنجش و ارزیابی کوروش‌نامه، به عنوان کتابی تاریخی، پذیرفتنی نیست. چگونگی ارزیابی دیگر آثار او دربارهٔ پارسی‌ها و یونانی‌ها، مسئله دیگری است. در گذشته، بر منش یونانی این کتاب به درستی، تأکید شده و آن را با «آیینه‌های شاهزادگان» قیاس کرده‌اند که حاصل مباحثات دربارهٔ دولت آرمانی (و سیاست‌مدار آرمانی) بوده که در قرن چهارم پیش از میلاد، در هلاس مقبولیت و محبوبیت عام زیادی داشته‌است. با وجود این، دانشمندان پسین‌تر، این تصویر را مرتبط با حماسه سنتی ایران و فولکلور ایرانی دانسته‌اند. گرچه دانش امروزی ما، اهمیت نسبی این دو عنصر را می‌تواند تمایز دهد، روشن است که گزنفون، خواستار ترسیم چهره‌ای جذاب از کوروش بوده‌است.

### کتسیاس
به عقیده اشمیت، گرچه بخش عمدهِ منبع اصلی نوشته‌های کتسیاس دربارهٔ پارسیها (کتاب پرسیکا) را در دست نداریم، اما کسانی همچون نیکولاس دمشقی، همچنین مورخان پس از کسنوفون، شامل آلیان، آثنئیوس، فالرون دمتریوسی، پلوتارک، پلینی، استفانوس بیزانسی، استرابو، جان تیتز و سودا از او نقل کرده‌اند. گرچه قسمت کوچکی از آثار او در این آثار پراکنده به چشم می‌خورد، ولی می‌توان با قاطعیت گفت که او، «یکی از پدران رمان‌نویسی تاریخ» است.

## منبع‌های یهودی
در خلال فتح بابل، کوروش منشور خود در خصوص آزادی‌های اجتماعی و دینی را اعلام کرد. بنی‌اسرائیل نیز مشمول چنین قانونی شد و کوروش آن‌ها را مخیر کرد که در بابل بمانند یا به سرزمین کنعان در ساحل مدیترانه بازگردند. در خصوص آنان که به کنعان بازگشتند، کوروش تمهیداتی را برای بازسازی هیکل یا معبد سلیمان فراهم آورد و استقرار آنان را در آن منطقه تسهیل کرد. این رفتار برای یهودیان، که نقطهٔ مقابل رفتار اسارت‌بار بابلیان بود، کوروش را به قهرمانی برای قوم یهود بدل ساخت که جایگاه ویژه‌ای در متون دینی آنان یافت. در شماری از کتاب انبیا از کتب عهد عتیق، نام کوروش به‌عنوان منجی برده‌شده و گاه اقدام او در جهت آزادسازی یهود از اسارت، به‌عنوان یک مأموریت خودآگاه یا ناخودآگاه الهی تلقی شده‌است. نمونه‌ای از این یادکرد را می‌توان در کتاب دوم تواریخ ایام (۲۲:۳۶–۲۳)، کتاب عزرا (۱، ۴:۳–۵، ۵:۱۳–۱۷، ۶:۳، ۱۴) کتاب اشعیا (۲۸:۴۴، ۱:۴۵ به‌بعد، ۱:۴۶–۲، ۴۷) و کتاب دانیال (۲۱:۱، ۶:۲۹، ۱:۱۰) بازجست.
به اعتقاد ویزه‌هوفر، نبایستی منابع یهود (کتاب دوم تواریخ، کتاب عزرا و کتاب اشعیاء نبی) را به منزله سند تاریخی محسوب کنیم. چرا که یهودیان، همچون گزنفون، روایتگر تصویرگر شخصیتی نیک، از کوروش بودند. از نظر او، این نوشتارها، نویدبخش یا توصیف‌گر «نقطه عطف الهی و لاهوتی» برای اسرائیل هستند. کوروش، همچون «ابزار عمل تاریخی یهوه» ظاهر می‌شود، که به دوران تبعید آنان پایان می‌بخشد و دوران تازه‌ای را شروع می‌کند. حتی خاروشناسان، تردید دارند که آیا کوروش، به راستی فرمان بازگشت یهودیان تبعیدی به موطن خود و بازسازی معبد هیکل و استقرار مجدد کیش یهود در اورشلیم را صادر کرده‌است، یا اینکه این یک فرض پیش‌بینی‌گرایانه از جانب یهودیان بود که از جانب خدا، منجی فرستاده شود و این کردارها را انجام دهد.

### ارمیا و اشعیا
پیامبران یهودی، هم‌میهنان اسیر خود را دلداری می‌داده‌اند که: «بنا بر پیشگویی ما، بابل به‌زودی سقوط خواهد کرد و آنها به زادگاه خود بازخواهند گشت.» در آغاز قرن شش پیش از میلاد ارمیای نبی پیشگویی کرد که تعداد فراوانی از مادها و مردمان اورارو (آرارات)، مانوی‌ها و بالأخره ستیانی‌ها (آشکنازها) انتقام یهوه را خواهند گرفت و بابل را ویران خواهند کرد. ارمیا با خوشحالی چنین اظهار داشت(۱۱: LI) «سلاح خود را تیز کنید، سپرها را برگیرید. خداوند روح پادشاهان ماد را به تلاطم درآورده‌است. زیرا ارادهٔ وی بر این قرار گرفته‌است که بابل را ویران کند… یک دونده می‌دود تا به دیگری برسد یک قاصد می‌رود تا به قاصد دیگر برسد برای گفتن این نکته به شاه بابل که شهر تو از هر گوشه‌ای به تصرف درآمده‌است.» اندکی پس از آن اشعیای نبی چنین پیشگویی کرد (۱۷–۲۲ XIII): «مادها که هیچ چشم‌داشتی به طلا و نقره ندارند» علیه بابل به حرکت در خواهند آمد. این پیامبر اظهار امیدواری کرد که بابل مطلقاً ویران شود. به‌صورتی که حتی شبانان نیز نتوانند گوسفندان خود را در ویرانه‌های آن بچرانند. هنگامی که پارسیان خود را برای نبرد آماده کردند، اشعیا چنین اظهار داشت(۶ XXII): «ایلامی‌ها ترکش برگفتند… و کوروش غلاف از سپر خود برداشت»
ولی دشمنان شاهان بابل بیش از ۶۰ سال صبر کردند. فقط هنگامی که مادها و بعد هم لیدی بوسیلهٔ پارسیان شکست خوردند، آن موقعی بود که انبیای یهود بار دیگر خوش‌بینی خود را بدست آوردند. این نکته در کتاب اشعیای نبی منعکس شده‌است، در فصل ۴۰ تا ۴۸ (و ظاهراً در فصول ۴۹ و ۵۵ هم) که نوشتن آن مربوط می‌شود به دوران سقوط لیدی و سقوط بابل به دست پارسیان. پاره‌ای از بخش‌های این فصل با اسناد خطوط میخی در دسترس، هم از نظر روح و هم از نظر محتوا چنان با یکدیگر شباهت دارند (مخصوصاً با استوانه کوروش) که امکان دارد نویسندهٔ کتاب اشعیا قبلاً از کتیبه بابلی با خبر بوده‌است. به ویژه اشعیای نبی (XLV ۱)که مکرراً نام کوروش را می‌برند و او را مسیح و برگزیدهٔ یهوه می‌دانند. وی دربارهٔ کوروش می‌گوید: «وی شبان من است و تمام هدف‌های مرا به انجام خواهد رساند.» و دربارهٔ اورشلیم چنین می‌گوید: «اورشلیم دوباره مسکون خواهد شد.» و دربارهٔ معبد چنین می‌گوید: «بنیان تو استوار خواهد شد.»(X-LIV ۲۸) خداوند به برگزیده‌اش کوروش چنین می‌گوید: «دست راست تو را گرفتم تا ملل مختلف در برابر تو سر تعظیم فرود آورند و جامه‌ها را از تن شاهان برکنند دروازه‌ها را در برابر تو خواهم گشود، من پیشاپیش تو خواهم رفت و کوه‌ها را هموار خواهم کرد. درهای برنزی را شکسته، قطعه قطعه خواهم کرد و میله‌های آهن را خواهم برید.»(XLV 1-2).

### نحمیا و عزرا
نحمیا و عزرا، دو شخصیت دینی یهودی، از کسانی بودند که پس از بازگشت به شهر اورشلیم (با اجازهٔ کوروش بزرگ و به منظور بازسازی معبد) به مرمت معبد پرداختند. نحمیا یکی از مقامات دربار اردشیر هخامنشی (درازدست ۴۶۵–۴۲۴ پ م) در شوش بود و از سوی شاه به سمت حاکم یهودیه منصوب گردید. عزرا (در قرآن عزیر نامیده شده‌است.) نیز احتمالاً یکی از مشاوران اردشیر اول هخامنشی بود که در ۴۴۵ پ م از او مأموریت یافت به یهودیه سفر کند و به آن شهر سر و سامان دهد.
کتاب نحمیا در واقع بخشی از کتاب عزرا بود که در عصر مسیحیت از آن تفکیک شد و در روایت لاتینی آن، به عزرای دوم موسوم شد. نویسندهٔ این کتاب کاهنی ناشناس است که معمولاً «وقایع‌نگار» نامیده شده و خاطرات نحمیا را در سدهٔ چهارم پیش از میلاد تألیف کرده‌است. اصل این متن، گزارشی بوده که نحمیا برای اردشیر اول هخامنشی به زبان آرامی، یعنی زبان رسمی و اداری امپراتوری هخامنشی، تهیه و تدوین نموده است. کتاب‌های عزرا و نحمیا در قدیم یک کتاب بوده و پس از ترجمه به لاتین به دو بخش عزرا و نحمیا تقسیم شد. بعدها کتاب‌های عزرای سوم و چهارم نیز نوشته شد، اما مورد پذیرش تورات مسیحی و عبری قرار نگرفت. عزرای سوم که متنی تاریخی است بر اساس کتاب عزرای اول و دوم نگاشته شد و عزرای چهارم نیز که جنبه تاریخی دارد، در هفت بخش به ویرانی معبد اورشلیم توسط نیتوس، امپراتور روم، پرداخته است.
کوروش در تاریخ ۵۳۸ پیش از میلاد به یهودیان اجازه داد که از اسارت بابلی‌ها بیرون آیند و به زادگاه خود بازگردند و معبد اورشلیم را بازسازی کنند. به‌علاوه کوروش «شش بازار» را که رهبر یهودیان در اسارت بود و از تبار داوود، به عنوان فرماندار منطقهٔ یهودیه منصوب نمود.
این فرمان کوروش در کتاب عزرا به دو زبان آمده‌است، یکی از آن‌ها زبان عبری و دیگری زبان آرامی است. محتوای این دو یکی نیست. کارشناسان و دانشمندان مدت‌ها در این زمینه پژوهش کردند که ببینند کدام یک از این دو متن موثق است. بسیاری از این کارشناسان بر این باور شدند که متن آرامی را ترجیح دهند در حالی که پاره‌ای از دانشمندان بر این باورند که هر دو متن تحریف شده‌اند. بیکرمن نظر دیگری داده‌است که کم و بیش متقاعد کننده‌است. وی می‌گوید ما با دو سند روبرو هستیم که هر یک از دیگری مستقل است و هر دو سند اصیل هستند. بدین معنی که متن آرامی فرمان رسمی دربار شاهی بوده‌است، در حالی که متن عبری طوری تنظیم شده‌است که مسئله رسمیت اورشلیم را نشان می‌دهد تا با سنت محلی توافق داشته باشد.
متن عبری (عزرا I:۱–۸) دربارهٔ فرمان به شرح زیر است: «کوروش بیانیه‌ای در سراسر قلمرو خود صادر کرد و در عین حال آن را به نوشتار درآورد. بدین ترتیب شاه ایران چنین می‌گوید: یهوه خدای آسمان تمام پادشاهی زمین را به من داده‌است، و به من مأموریت داده که برای وی خانه‌ای در اورشلیم بسازم… هرکس بین شما که میل دارد می‌تواند به اورشلیم برود… و کوروش ظرف‌ها را نزد میترِدات خزانه‌دار بود آورد و آنها را به «شش بازار» داد».
متن آرامی (عزرا VI:۱–۵) چنین می‌خواند: «داریوش شاه فرمانی صادر کرد و در بابل در میان بایگانی‌های خزانه‌داری به جستجو پرداختند و در اکباتان پایتخت که در استان ماد است طوماری به یافته شد که بر رویش چنین نوشته شده بود: در نخستین سال سلطنت کوروش شاه، کوروش فرمانی صادر کرد به شرح زیر: در مورد خانهٔ خدا در اورشلیم، این خانه باید بازسازی شود، جایی که قربانیان تقدیم می‌شوند… هزینهٔ این کار از خزانهٔ شاهانه داده می‌شود و نیز باید ظرف‌های طلا و نقرهٔ خانهٔ خدا که نبوکدنصر آنها را از معبد اورشلیم برگرفت و به بابل آورد دوباره به معبد که در اورشلیم است بازگردانده شوند».